# Thomas Killigrew
Tomasz Killigrew (ur. 7 lutego 1612, zm. 19 marca 1683 w Whitehall) – angielski dramatopisarz, właściciel Theatre Royal przy Drury Lane, założyciel King's Company.

## Niektóre dzieła
- Claracilla
- Więźniowe
- Pielgrzym